# Cordova Bay
Cordova Bay is een baai in de Alexanderarchipel in de Alaska Panhandle in het zuidoosten van Alaska in de Verenigde Staten.

## Geografie
De baai opent naar Dixon Entrance in het zuiden, tussen Cape Muzon op Dall Island en Point Marsh (een groep kleine eilandjes vlak bij het Prins van Waleseiland). Cordova Bay grenst in het westen aan Dall Island, Long Island, Tlevak Strait en Sukkwan Island, en in het oosten aan Prins van Waleseiland. In het noorden komt de Hetta Inlet op de baai uit.
Het waterlichaam ligt in de mariene ecoregio Noord-Amerikaans Pacifisch Fjordland.

## Geschiedenis
De naam Puerto Cordova y Cordova werd in 1792 gegeven door de Spaanse ontdekkingsreiziger luitenant Don Jacinto Caamaño, ter ere van admiraal Luis de Córdova y Córdova. De naam werd in 1798 gepubliceerd door George Vancouver.